# Schöntal (Ludwigswinkel)
Schöntal ist ein Ortsteil von Ludwigswinkel.

## Lage
Schöntal befindet sich nördlich des Kernortes und ist von allen Seiten von Waldflächen des Pfälzerwald umgeben. Unmittelbar nördlich befindet sich der von der Sauer durchflossene Schöntalweiher, der nach der Siedlung benannt wurde.
Der Ort hat die Form eines Dreiecks und besteht aus insgesamt vier Straßen. Die Waldstraße bildet den „linken“ Schenkel und die Wasgaustraße den „rechten“ Schenkel. Die Unterseite wird durch die Schöntalstraße geformt. Mitten durch das Dreieck verläuft horizontal die Lindenstraße.

## Geschichte
Der Ort entstand infolge der Nachnutzung des 1921 errichteten Camp de Ludwigswinkel, in dem bis zu seiner Auflösung im Jahr 1930 französische Truppen stationiert waren. Dies erklärt zugleich den symmetrischen Grundriss des Ortes. 

## Wirtschaft und Infrastruktur

### Verkehr
Der Ort ist über eine Bushaltestelle an das Nahverkehrsnetz angebunden. Die Wasgaustraße stellt eine Verbindung zum Ludwigswinkler Kernort dar. Eine namenlose Verbindungsstraße führt im Norden zur Landesstraße 478.

### Tourismus
Schöntal liegt außerdem an der Südroute der Pfälzer Jakobswege und am mit einem grünen Balken markierten Saar-Rhein-Weg, der eine Verbindung mit Saarbrücken und Wörth am Rhein schafft.